# Julius Lorenzen

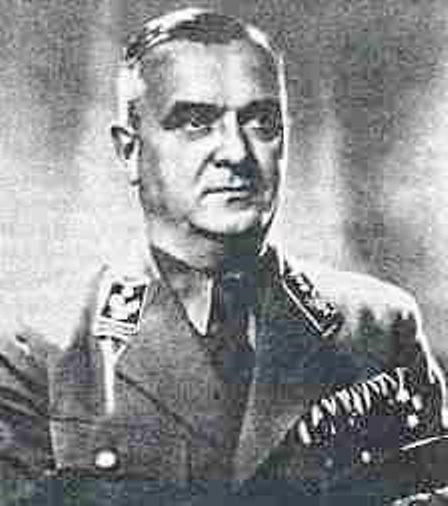
Julius Lorenzen

Julius Lorenzen (* 24. März 1897 in Flensburg; † 3. Juni 1965 ebenda) war ein deutscher Bauingenieur. Als Nationalsozialist war er Oberbürgermeister von Bremerhaven und Gnesen.

## Biografie
Lorenzen war der Sohn eines Pastors. Er erlernte den Beruf eines Zimmerers und studierte dann das Bauingenieurswesen. Im Ersten Weltkrieg diente er als Soldat. 1924 arbeitete er als Tiefbauingenieur in Bremerhaven beim Bau der Columbuskaje. Er war für verschiedene Firmen tätig. 
Zum 1. November 1930 trat er der NSDAP bei (Mitgliedsnummer 348.067), er war Ortsgruppenleiter der Partei in Lehe und danach Kreisleiter der Partei von Wesermünde. 1932 wurde er zum Mitglied der Stadtverordnetenversammlung in Bremerhaven und zum ehrenamtlichen Stadtrat für das Bauwesen gewählt. Im März 1933 setzte ihn der Bremer Bürgermeister Richard Markert (NSDAP) anstelle von Waldemar Becké als kommissarischen Oberbürgermeister von Bremerhaven ein; im Mai 1933 wurde er im Amt von der Stadtverordnetenversammlung durch die Stimmen der NSDAP und der Deutschnationalen Volkspartei bestätigt. Im September 1933 erfolgte zudem seine Ernennung zum Bremer Staatsrat und Leiter des Bauamtes für Technik. Er soll unerfahren, aber sehr selbstherrlich gewesen sein, so dass er mit den Machthabern bald in Konflikte geriet. 1934 gab er das Amt des Kreisleiters der Partei auf. 1939 wurde Bremerhaven Teil der neu gegründeten Stadt Wesermünde und Walter Delius (NSDAP) wurde OB der gemeinsamen Stadt. Lorenzen verlor dadurch sein Amt als Oberbürgermeister. 
Er folgte 1940 nicht seiner Ernennung zum Oberbürgermeister von Kalisch im besetzten Polen. Im Zweiten Weltkrieg wurde er dann 1940 Oberbürgermeister von Gnesen im Wartheland. Er verließ die Stadt befehlswidrig im Frühjahr 1945 und wurde durch die Geheime Staatspolizei (Gestapo) bis Kriegsende verhaftet. Die Alliierten internierten ihn bis 1948. Er lebte danach in Hamburg in ärmlichen Verhältnissen und kehrte 1958 in seine Geburtsstadt Flensburg zurück.